# Erianthecium
Erianthecium là một chi thực vật có hoa trong họ Hòa thảo (Poaceae).

## Loài
Chi Erianthecium gồm các loài: